# فرد کوری
فرد کوری (انگلیسی: Fred Coury؛ زادهٔ ۲۰ اکتبر ۱۹۶۷) طبل‌زن اهل ایالات متحده آمریکا است. وی از سال ۱۹۸۴ میلادی تاکنون مشغول فعالیت بوده است.